# Ulla Pia
Ulla Pia (Copenhaga, 17 de fevereiro de 1945 - 22 de agosto de 2020) foi uma cantora dinamarquesa que ficou conhecida internacionalmente por ter representado a Dinamarca no Festival Eurovisão da Canção 1966 que se realizou no Luxemburgo. 
Ulla Pia iniciou a sua carreira musical como vocalista em bandas e orquestras em Copenhaga. Em meados dos anos anos 1960 ela cantava com o músico de jazz Finn Ziegler e foi-lhe sugerido que ela interpretasse uma canção no Dansk Melodi Grand Prix. Nessa competição, interpretou o tema "Stop - mens legen er go'" ("Pára, enquanto o  caminho é bom"), e para sua surpresa foi ela a vencedora desse certame.  Ulla Pia disse numa entrevista recente que ela pensava que um dos cantores mais conhecidos do público dinamarquês, como Dario Campeotto ou  Gustav Winckler) seria um dos vencedores daquele evento e a vitória foi um choque para ela.  Ulla Pia participou no 11.º Festival Eurovisão da Canção: o  Festival Eurovisão da Canção 1966 , onde o tema "Stop - mens legen er go'"  se classificou em 14.º lugar (entre 18 participantes). Durante a interpetação, Ulla foi acompanhada por dois dançarinos (incomum na época).   A partir de 1967 até 1977, a Dinamarca não participaria no Festival Eurovisão da Canção e só regressaria em 1978.
Nos anos seguintes à aparição no Festival Eurovisão da Canção, Ulla Pia lançou vários singles na Dinamarca, em especial  "Karina"  e  "Flower Power Tøj". Fez várias turnês pelo país durante a década de 1970, mas para o final da década de 1970 e inícios da década de 1980, problemas familiares e de saúde levaram-na ao afastamento do mundo do espetáculo. Participou, pelo menos em três filmes.
Morreu no dia 22 de agosto de 2020, aos 75 anos, em decorrência de um câncer.

## Filmografia
- Ullabella (1961)
- Peters landlov (1963)
- Den gale dansker (1969)